# Шеф
Шеф або бос (фр. chef англ. boss — голова організації, начальник установи (підприємства або відділу), керівник колективу чи військового підрозділу. Розмовне — начальник по відношенню до підлеглих. Може уживатися в фамільярній манері або жартома до будь-кого із незнайомців, від кого залежить щось в даний момент. Наприклад, шеф поліції, шеф госпіталю, шеф дитячого будинку сиріт. Похідне — шефський, шефиня, шефша (жартома) й т.п..

## Шеф у Російській імперії
У царській Росії офіційно це опікун навчального закладу, почесний командир військової частини. 

У Росії в XVIII й XIX ст.ст. (до царювання Миколи I) кожний полк, незалежно від його командиру, мав ще шефа в генеральському званні, для загального нагляду за управлінням полку та за його господарством. 

Пізніше звання шефа — лише почесне, надавалося членам Імператорського дому, іноземцям монархам й принцям, а також заслуженим генералам армії.

## Шеф у СРСР
Це окрема особа в СРСР, установа або організація, яка на громадських засадах надає комусь чи чомусь культурну, виробничу та іншу допомогу.

## Шеф у французькій армії
У Франції слово «шеф» є частиною військових звань: майор французької армії традиційно називається «шеф батальйону» (фр. chef de bataillon) або «шеф ескадрону» (фр. chef d'escadron).

## У популярній культурі
- Шеф (Південний парк) — персонаж серіалу «Південний парк».
- Шеф — персонаж анімаційної студії «Пілот», див. Брати Пілоти (Брати Колобки).